# 野川インターチェンジ
野川インターチェンジ（のがわインターチェンジ）は、神奈川県川崎市宮前区野川に設置される予定の第三京浜道路のインターチェンジである。保土ヶ谷IC方面のみのハーフインターチェンジとなる予定。当ICの開設により、京浜川崎ICの混雑緩和が期待されている。

## 接続する道路
- 尻手黒川道路（川崎市道尻手黒川線／主要地方道野川菅生線）

## 歴史
- 1988年（昭和63年）1月1日 :事業着手
- 2025年（令和7年）度:供用開始予定[2]
  - 東日本高速道路設立時の事業許可では2012年（平成24年）度の供用開始を予定としていたが[3]、その後、2012年（平成24年）4月20日に供用開始時期が2016年（平成28年）度に変更[4]、2014年（平成26年）3月14日には供用開始時期が2020年（令和2年、当時は平成32年）度へと変更[5]、2018年（平成30年）3月30日には供用開始時期が2025年（令和7年、当時は平成37年）度へと変更された[2]。

## 隣
E83 第三京浜道路
(2) 京浜川崎IC - (3) 野川IC（事業中） - (4) 都筑IC/PA(PAは上り線のみ)